# James Cleverly
James Spencer Cleverly (født 4. september 1969) er en britisk konservativ politiker, der har været Storbritanniens indenrigsminister siden 2023. Han overtog posten fra Suella Braverman i forbindelse med en regeringsrokade i november 2023. Forinden havde han været udenrigsminister fra september 2022. Tidligere var han haft andre ministerposter.
Cleverly er medlem af det Konservative Parti og har været medlem af det britiske parlament (MP) for kredsen Braintree i Essex siden 2015. Han var medformand for det konservative parti sammen med Ben Elliot fra 2019 til 2020, og var uddannelsesminister fra juli til september 2022.